# 特許電子図書館
特許電子図書館（とっきょでんしとしょかん、英語: Industrial Property Digital Library, IPDL）とは、かつて独立行政法人工業所有権情報・研修館が運営していた特許、実用新案、意匠及び商標等の産業財産権関連の無料のデータベースである。

## 概要
特許庁が保有する5,500万件以上の情報を収録しており、特許庁が発行する産業財産権関連の公報をはじめ、審査・権利の状況や、審判の審決も検索できる。1999年3月31日に特許庁によってサービスが開始され、2004年10月からは、独立行政法人工業所有権情報・研修館により運営されていた。
海外からのアクセスも多数みられるため、PDF表示の際には認証が必要であった。
また、各国の特許庁等の多くも同様のデータベースを提供しており（例：欧州特許庁のEspacenet）、「特許電子図書館」は各国特許庁等が提供する産業財産権情報のデータベースを指す一般的な名称として用いられることもある。

### IPDLの終了とJ-PlatPatの開始
現在の特許電子図書館のサービスは2015年3月20日に終了し、3月23日からは新たなサービスである特許情報プラットフォーム（英: Japan Platform for Patent Information, J-PlatPat（ジェイプラットパット））のサービスが開始された。

## 沿革
- 1986年10月 - 特許庁万国工業所有権資料館で総合資料データベースの一般への提供を開始[6]。
- 1996年4月 - 特許庁ウェブサイト開設[6]。
- 1997年4月 - 公開特許公報英文抄録（Patent Abstracts of Japan、PAJ）のインターネット上での提供の試行開始[6]。
- 1998年4月 - 公開特許公報フロントページ及びPAJのインターネット上での検索サービス開始[6]。
- 1999年3月31日 - 特許電子図書館（IPDL）サービス開始[3]。
- 2001年1月1日 - IPDLのURL変更[3]。
- 2001年3月19日 - IPDLにPDF表示機能を追加[3]。
- 2004年10月1日 - IPDLを工業所有権情報・研修館に移管。URL変更（http://www.ipdl.ncipi.go.jp/homepg.ipdl）[3]。
- 2006年3月27日
  - IPDLに文献単位PDF表示機能を追加[3]。
  - IPDLに審査書類情報照会を追加[3]。
- 2007年3月26日 - IPDLのURLを変更（http://www.ipdl.inpit.go.jp/homepg.ipdl）[3]。
- 2008年3月17日 - IPDLで公報全文のテキスト検索が可能になる[3]。
- 2015年3月20日 - IPDLのサービス終了。
- 2015年3月23日 - 特許情報プラットフォームがサービス開始。